# كرم

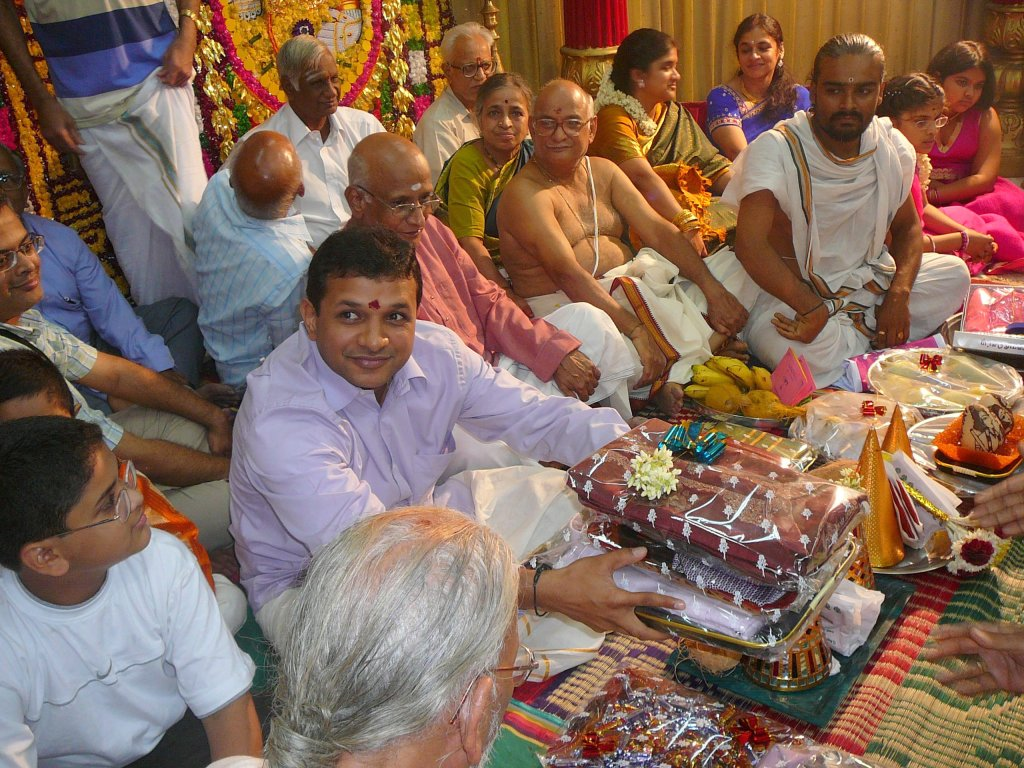
تقديم الهدايا خلال حفل زفاف في جنوب الهند.

الكرم هو تصرف أو حالة من كون المرء كريماً، وفيه يتسم المرء بالطيبة والسلوك المتسامح والتصرفات العطوفة والاهتمام بالآخرين. ويعرف بكونه فضيلة، حيث يعرف كقيمة في العديد من الثقافات والأديان (أنظر الأخلاق في الدين) فقد أظهرت الأبحاث أن التصرف بكرم لا يستفيد منه فقط من يتلقوه وإنما أيضاً يستفيد منه من يمنحهُ، وهو يأتي كنتيجة لتحرير الناقلات العصبية المسؤولة عن مشاعر هدوء البال والاسترخاء عندما تؤدى مثل هذه التصرفات.

## في الفلسفة
طبقا لكتاب علم البيان الثاني لأرسطو فهو أحد المشاعر (أنظر لائحة المشاعر) والذي يمكن تعريفه «بكوّن المرء ذو نفع تجاه شخص ما بحاجة إليه وليس في مقابل أي شيء ولا لمصلحة الشخص الذي يساعد نفسه ولكن لمصلحة الشخص الذي يقدم إليه المساعدة».
•وقد برهن الفيلسوف فريدريش نيتشه على أن الكرم والحب هما «من أكثر العوامل والأعشاب العلاجية للتواصل الإنساني».
•يعتبر الكرم أحد الفضائل النبيلة.
•طبقاً لهونزا زيكوفا فيلسوف القرن الثامن عشر فإن الكرم هو أهم جزء في فلسفته العملية في مواجهة البيروقراطية المضللة. ويعتقد أيضاً أن الكرم هو الوصية الأحد عشر التي فقدت من الوصايا العشر. «يجب عليك ان تكون رحيماً وكريماً مع جميع المخلوقات التي تدور حول الثمار في أرضك» بيتر IIV

## في الدين
•يعتبر واحداً من الفضائل السبع وتحديداً أحد الفضائل السبع المتناقضة (وهي النقائض المباشرة للخطايا السبع المهلكة) حيث الكرم هو النقيض المباشر للحسد.
•يزعم التلمود أن صنائع الكرم تتساوى في القدر مع جميع الوصايا.
•يصف بولس الرسول الطرسوسي الحب بأن يكون المرء «صبوراً وكريماً» (كورنثوس الأول)
•تم ادراج الكرم كأحد ثمار الروح المسيحية من قبل بولس الرسول الطرسوسي في رسالته إلى أهل غلاطية 5:22 «ثمار الروح هي الحب والبهجة والسلام والصبر والكرم والصلاح والإيمان والكرم والتحكم بالذات. نظير تلك الأشياء لا يوجد تشريع»
•في البوذية، هو أحد الاكتمالات العشرة (Paramitas) وهو Mettā والذي يترجم في الإنجليزية عادة كـ " حب الكرم " تينزين جياتسو، وقد كتب الدالاي لاما الرابع " إن ديني هو الكرم" وألّف كتاباً بعنوان " الكرم والصفاء والفطنة".".
•يحض كونفشيوس أتباعه على «إثابة الكرم بالكرم».
•يتسائل باسافانا بلغة الكانادا في معظم ما نقله قائلاً «أين الدين بدون محبة الكرم؟»
•في الإسلام هناك العديد من السور التي تتحدث عن كرم الله بعباده. وقد قال الرسول محمد بنفسه «إن الله كريم يحب الكرم». أن أحد أول المعتقدات السلوكية التي يتم توصيلها للأطفال المسلمين بطريقة مبتكرة هي «ارحم من في الأرض يرحمك من في السماء» والرحمة المذكورة هنا تشتمل تماماً على الكرم.

## في علم النفس
يحذر المحللون من أن " الكرم الحقيقي يغير الأشخاص من خلال ممارساتهم والتي يفعلونها في كثير من الأحيان بطرق غير متوقعة. فالكرم الحقيقي هو المقايضة مع العواقب التي لا يمكن التنبؤ بها بشكل أساسي.
وهم يزعمون أيضاً أنه في نطاق العلاقات فإن الكرم الحقيقي ومشاعر الصداقة الحقيقية والتي يتبعها الكره وتكون مكروهة هي مشاعر حقيقية للإحباط والتي يمكن من خلالها الوصول إلى علاقة أكثر واقعية.

## في الأدبيات
أشير إلى أنه «تعتبر معظم مؤلفات شكسبير دراسة عن الكرم الإنساني»
وقد أعتبر روبرت لويس ستيفنسون أن " جوهر الحب هو الكرم، وبالطبع قد يكون أفضل تعريف له بأنه الكرم العاطفي، فالكرم إذا صح التعبير هو أن تطلق جنونك وتصبح مصرّاً وعنيداً.

## المزيد من القراءة
- RABBI-UL-AWWAL (يوليو 1998). "What is Kindness to Parents?". Islamic Voice. 12–07 ع. 139. مؤرشف من الأصل في 2019-11-28.
- El-Sayed M. Amin. "Kindness to a Non-Muslim Neighbor: Tips for Interaction". Society. Islam Online. مؤرشف من الأصل في 2005-08-28. اطلع عليه بتاريخ 2005-11-22.